# Giorgio Longhi
Giorgio Longhi (16 giugno 1959) è un ex giocatore di football americano e allenatore di football americano italiano che ha giocato come runningback.
Dopo aver giocato per tutta la carriera a Bologna (fra Warriors - anche nel periodo Rebels -, Tigers e Phoenix) diventa allenatore di squadre di club italiane (Warriors, Phoenix, Hogs Reggio Emilia, Mastini Verona, Seamen Milano) e di selezioni nazionali e internazionali (nazionale italiana maggiore e Under-19 e IFAF Team World Under-18 e Under-19).

## Palmarès
- 2 Europei (1983, 1985)
- 3 Superbowl italiani (Warriors Bologna, 1986; Phoenix Bologna, 1996, 1997)
- 3 Silverbowl (Hogs Reggio Emilia, 2006, 2007; Warriors Bologna, 2018)